# Flughafen Viru Viru

i7
i11
i13
Der Flughafen Viru Viru Internacional (IATA-Code: VVI, ICAO-Code: SLVR) ist ein Flughafen bei Santa Cruz de la Sierra, der Hauptstadt des Departamento Santa Cruz in Bolivien. Er liegt ca. 15 km nördlich von Santa Cruz und ist der Heimatflughafen von Boliviana de Aviación, der größten Fluggesellschaft Boliviens nach Betriebseinstellung der AeroSur.
Viru Viru liegt 371 m (1217 ft) über NN und hat eine Start- und Landebahn mit einer Länge von 3500 m (11.483 ft) und einer Breite 45 m (148 ft).
Viru Viru wurde nach fünfjähriger Bauzeit 1984 eröffnet und hat den alten Flughafen El Trompillo (IATA-Code: SRZ) als Verkehrsflughafen größtenteils abgelöst, der etwa 3 km südlich des Stadtzentrums liegt und nach dem Wachstum von Santa Cruz in den letzten Jahrzehnten von städtischer Bebauung umgeben ist und nicht mehr vergrößert werden kann.

## Geplanter Ausbau
Im Jahr 2015 wurde von der Regierung angekündigt, den Flughafen Viru Viru bis 2019 zu einem internationalen Luftfahrt-Drehkreuz für Passagier- und Frachtflüge auszubauen. Mit einer Investition von mindestens 300 Mio. US-Dollar sollen ein zweites, größeres Terminal und eine weitere Landebahn finanziert werden. Nach dem Ausbau soll der Flughafen bis zu 8 Millionen Passagiere pro Jahr abfertigen können, was einer Verdreifachung der Kapazität entspricht. Laut dem zuständigen Minister gerieten die Flughäfen von Lima und São Paulo an ihre Kapazitätsgrenzen und könnten nicht weiter ausgebaut werden, weshalb Viru Viru eine ideale Alternative darstelle.
Bis heute (2024) wurde jedoch noch nicht mit dem Ausbau begonnen.

## Zwischenfälle
- Am 21. April 2012 stürzte eine Curtiss C-46F-1-CU Commando der bolivianischen SkyTeam Cargo (Luftfahrzeugkennzeichen CP-1319) im Anflug auf den Flughafen Santa Cruz-Viru Viru ab. Dort war die Maschine 6 Minuten vorher zu einem Frachtflug gestartet. Die Besatzung meldete unmittelbar danach ihre Rückkehr ohne Angabe von Gründen. Im Endanflug stieg das Flugzeug plötzlich fast senkrecht nach oben, stürzte ab, schlug etwa 200 Meter neben der Landebahn 16 auf und fing Feuer. Der Grund wurde nicht ermittelt. Alle 3 Besatzungsmitglieder kamen ums Leben; der einzige Passagier überlebte den Absturz. Dies war der letzte tödliche Unfall mit einer Curtiss C-46 Commando (Stand: Juni 2022).[3]